# Stibaractis
Stibaractis là một chi bướm đêm thuộc họ Geometridae.